# 利奥拉 (南达科他州)
利奥拉（英語：Leola），是美国南达科他州下属的一座城市。根据2010年美国人口普查，该市有人口456人。论人口在本州排行第128。